# Isola Young
Isola Young (in inglese: Young Island) è la più settentrionale e più occidentale delle tre isole principali del gruppo disabitato delle Isole Balleny situate nell'Oceano Antartico. Si trova a 8 chilometri a nord-ovest dell’Isola Buckle e circa 115 chilometri a nord/nord-est di Punto Belousov sulla terraferma antartica.
L'isola ha una forma approssimativamente semi-ovale, con una lunga costa orientale dritta e una costa occidentale curva che si incontra a Capo Scoresby a sud e Capo Ellsworth a nord. La distanza tra questi due promontori del Capo è di 19 miglia nautiche, e nella sua parte più ampia l'isola è di 4 miglia nautiche di diametro. L'isola è vulcanica, con fumarole attive e un'altezza di 1.340 metri.. È completamente coperto di neve. Il capitano Balleny, scoprì l’isola il 12 febbraio 1839.
Diversi piccoli isolotti si trovano nel canale che separa Capo Scoresby e l’Isola Buckle, il più grande dei quali è l’Isola di Borradaile. Diverse pile di mare si trovano al largo della punta settentrionale dell'isola. Queste sono conosciute come Rocce di Foca.
L'isola fa parte della dipendenza di Ross, rivendicata dalla Nuova Zelanda.
In alcuni giorni vicino al solstizio d'estate dell'emisfero australe, l’Isola Young è il primo posto sulla terra ad avere un'alba - cioè, il sole tramonta molto brevemente, e poi sorge di nuovo prima nel corso della giornata che in qualsiasi altra parte della Terra.